# Nemanicze

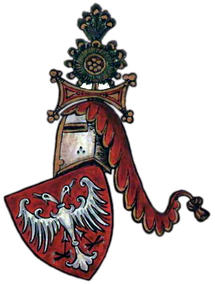

Dynastia Nemaniczów (serbski - Немањићи, Nemanjići) – serbska dynastia panująca w Serbii i jej terytoriach zależnych od ok. 1166 do 1371. 
Nazwa dynastii pochodzi od nazwiska jej założycieli, Stefana Nemanii. Dynastia jest jedną z bocznych gałęzi innej dynastii serbskiej, panującej w XI wieku, Wukanowiczów. Z dynastii Nemaniczów pochodzi jedenastu serbskich monarchów. 
Po tym, jak Stefan Nemania wybrał imię Stefan, wszyscy jego potomkowie brali to samo imię jako jeden z członów swojego tytułu. Stało się to później przyczyną konfliktów, gdyż fałszywi pretendenci do tronu żywili pretensje co do panowania w Serbii wybierając sobie również imię Stefan.
Władcy z dynastii Nemaniczów nosili tytuł Wielkiego Księcia Raszki (od 1166). Po koronacji Stefana I pełny tytuł brzmiał: Król Raszki, Duklji, Travunii, Dalmacji i Zachlumia, z reguły jednak tytułowano się w sposób skrócony - Król Serbów. Po wprowadzeniu caratu w 1346 władcy z dynastii Nemaniczów zaczęli używać tytułu Car Wszystkich Serbów, Albańczyków, Greków i Bułgarów.

## Władcy z dynastii Nemaniczów
- Stefan Nemania (1166-1196)
- Wukan Nemanicz (1196-1208)

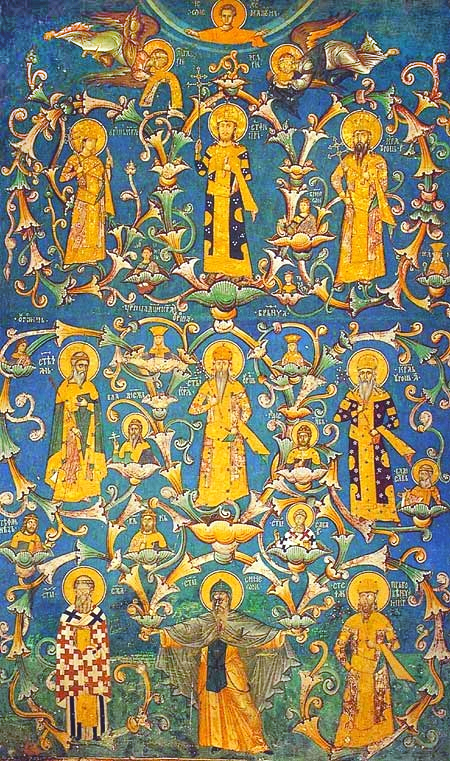
Dynastia Nemaniczów, fresk z monasteru Visoki Dečani

- Stefan Pierwszy Koronowany, znany również jako Stefan Nemanicz (1196-1227), najstarszy syn Stefana Nemanii
- Jerzy Nemanicz (1208 - 1243), władca Zety
- Stefan Radosław (1227 - 1234)
- Stefan Władysław (1234 - 1243)
- Stefan Urosz I (1243 - 1276)
- Stefan Dragutin (1276 - 1282)
- Stefan Urosz II Milutin (1282 - 1321)
- Stefan Władysław II (1321 - ok. 1325)
- Stefan Urosz III Deczański (1321 - 1331)
- Stefan Urosz IV Duszan (1331 - 1355), Król Serbii (1331 - 1346); Car Serbów i Greków (1346 - 1355)
- Stefan Urosz V Nijaki (1355 - 1371), car
- Car Simeon Urosz (1359 -1370), syn Stefana Urosza III i greckiej księżniczki; władca Epiru
- Car Jovan Urosz (1370 - 1373), syn Simeona Urosza; ostatni władca Epiru